# NGC 3959
NGC 3959 је спирална галаксија у сазвежђу Пехар која се налази на NGC листи објеката дубоког неба.
Деклинација објекта је - 7° 45' 23" а ректасцензија 11h 54m 37,6s. Привидна величина (магнитуда) објекта NGC 3959 износи 13,7 а фотографска магнитуда 14,6. NGC 3959 је још познат и под ознакама MCG -1-30-46, PGC 37363.